# Swagger Jagger
A Swagger Jagger egy dal Cher Lloyd brit énekesnőtől debütáló, Sticks + Stones című albumáról. A korong első kislemezeként 2011. július 31-én jelent meg a szám, melyet a The Runners és a The Monarch szerzett Cher, Petr Brdicko, Autumn Rowe és a The Monsters and The Strangerz szerezte a számot, producere a felsoroltak közül az első kettő. A brit kislemezlistán első helyet ért el, az ír listán második lett. A dalhoz tartozó videóklip 2011. július 1-jén jelent meg.

## Háttér
A Swagger Jagger 2011 június 20-án debütált a BBC Radio 1 műsorán. Június 15-én kiszivárgott a kislemez, viszont később bejelentették, egy demó változat volt.
Lloyd a T4 on the Beach-en adta elő számát, de fellépett a Leeds Aire FM Party in the Park és Key 103 Live Manchester elnevezésű rendezvényeken is, mindkettőn aznap, mikor megjelent kislemeze.

## Fogadtatása
A dal vegyes fogadtatásban részesült a kritikusoktól és rajongóktól egyaránt. Kezdetben sokan szamárnak hívták műve miatt. Robert Copsey négy csillagot adott neki a maximális ötből. 
Negatív véleményt többek között a Sabotagetimes.com tett közzé: "Mint egy válasz a Black Eyed Peas-nek, a szám egy üvöltözős és dallamtalan szöveg kombinációja..."

## Kereskedelmi fogadtatás
A Swagger Jagger második helyen debütált az ír kislemezlistán 2011. augusztus 4-én. Augusztus 13-án a brit kislemezlista első helyére jutott a felvétel. 2011 decemberére 200 000 példány kelt el a dalból az Egyesült Királyságban, mellyel ezüst minősítést vívott ki magának. A holland Mega Single Top 100 listán 79. lett a szám. Miután a So You Think You Can Dance című műsorban fellépett, a szám újra megjelent, 60. helyezéssel.

## Videóklip
A hivatalos kisfilm 2011. július 1-jén jelent meg az énekesnő VEVO oldalán.  A szerzemény megosztóra sikerült, sokan Rebecca Black Friday című dalához hasonlítják a művet.

## Slágerlistás helyezések
| Slágerlista (2011)                      | Legjobb helyezés |
| --------------------------------------- | ---------------- |
| Írország (IRMA)                         | 2                |
| Skócia (The Official Charts Company)    | 1                |
| Egyesült Királyság (Brit kislemezlista) | 1                |

## Számlista és formátumok
- Brit digitális EP[10]

1. Swagger Jagger  – 3:12
2. Swagger Jagger (HyGrade Club Mix) – 3:32
3. Swagger Jagger (Wideboys Radio Edit) – 3:03
4. Swagger Jagger (Dillon Francis Remix) – 5:06
5. Swagger Jagger (Eyes Remix) – 4:27

- Brit CD kislemez[11]

1. Swagger Jagger – 3:12
2. Swagger Jagger (HyGrade Radio Mix) – 3:35

- Amerikai digitális letöltés[12]

1. Swagger Jagger – 3:12

## Közreműködők
- Clarence Coffee Jr. – szerző
- Marcus Lomax – szerző
- The Monarch (Andre Davidson és Sean Davidson) – szerző, producer
- The Runners (Andrew Harr és Jermaine Jackson) – szerző, producer
- Petr Brdicko – szerző
- Cher Lloyd – szerző
- Autumn Rowe – szerző
- Alex Delicata – gitár
- Jeff "Supa Jeff" Villanueva – tervező
- Serban Ghenea – mixelés
- Tom Coyne – vezérlő

## Megjelenések
| Ország             | Dátum              | Formátum           |
| ------------------ | ------------------ | ------------------ |
| Írország           | 2011. július 29.   | Digitális letöltés |
| Egyesült Királyság | 2011. július 31.   | Digitális letöltés |
| Egyesült Királyság | 2011. augusztus 1. | CD kislemez        |
| Egyesült Államok   | 2011. augusztus 2. | Digitális letöltés |
| Ausztrália         | 2011. augusztus 2. | Digitális letöltés |

## Fordítás
- Ez a szócikk részben vagy egészben  a   Swagger Jagger című angol Wikipédia-szócikk fordításán alapul.  Az eredeti cikk szerkesztőit annak laptörténete sorolja fel. Ez a jelzés csupán a megfogalmazás eredetét és a szerzői jogokat jelzi, nem szolgál a cikkben szereplő információk forrásmegjelöléseként.